# Challenger de Vercelli
EL Città di Vercelli – Trofeo Multimed es un torneo profesional de tenis. Pertenece al ATP Challenger Series. Se juega desde el año 2014 sobre pistas de tierra batida, en Vercelli, Italia.

## Palmarés

### Individuales
| Año  | Campeón        | Finalista        | Resultado     |
| ---- | -------------- | ---------------- | ------------- |
| 2015 | Taro Daniel    | Filippo Volandri | 6-3, 1-6, 6-4 |
| 2014 | Simone Bolelli | Mate Delić       | 6-2, 6-2      |

### Dobles
| Año  | Campeones                        | Finalistas                               | Resultado         |
| ---- | -------------------------------- | ---------------------------------------- | ----------------- |
| 2015 | Sergey Betov Michail Elgin       | Andrea Arnaboldi Hans Podlipnik-Castillo | 6-75, 7-5, [10-3] |
| 2014 | Matteo Donati Stefano Napolitano | Pierre-Hugues Herbert Albano Olivetti    | 7-62, 6-3         |